# 김나시온

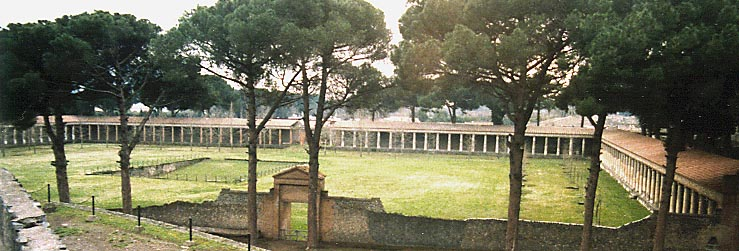
폼페이의 김나시온

김나시온(그리스어: Γυμνάσιον)은 고대 그리스에서 운동 선수가 훈련하는 시설이자 사교장이다. 김나시온과 팔라이스트라는 헤라클레스와 헤르메스, 아테네에서는 테세우스의 비호와 후원 아래에 운영되었다.

## 같이 보기
- 김나지움